# Kościół św. Katarzyny Aleksandryjskiej w Bąkowie
Kościół św. Katarzyny Aleksandryjskiej – rzymskokatolicki kościół filialny w miejscowości Bąków (powiat brzeski, województwo opolskie). Świątynia należy do parafii św. Andrzeja Apostoła w Kucharzowicach w dekanacie Wiązów, archidiecezji wrocławskiej. Dnia 15 maja 1964 roku pod numerem 886/64 kościół został wpisany do rejestru zabytków nieruchomych województwa dolnośląskiego.

## Historia kościoła
Obecny kościół został wybudowany w latach 1341/1376. Do dzisiejszych czasów był trzykrotnie przebudowywany. Początkowo znajdował się pod kuratelą komtura maltańskiego (joannici) z Oleśnicy Małej. Od 1534 roku do czasu zakończenia II wojny światowej świątynia należała do ewangelików i nosiła wezwanie Nawiedzenia Najświętszej Maryi Panny. Po 1945 roku przeszła w ręce katolików. W czasie działań wojennych, w 1945 roku, uległa zniszczeniu. Elewację zewnętrzną i dach z blachy kościół otrzymał w 1973 roku, po erygowaniu parafii w Kucharzowicach i przyłączenia do niej Bąkowa.

## Architektura i wnętrze kościoła
Jest to dwunawowa budowla wykonana z kamienia i cegły ze sklepieniem krzyżowo-żebrowym przedzielonym filarami. W 1592 roku od strony zachodniej dobudowana została wieża i zamontowany dzwon. Z drugiej połowy XV wieku pochodzi drewniana, renesansowa ambona, która została odnowiona w 1881 roku. Z XV wieku pochodzi wykuta w kamieniu ośmioboczna chrzcielnica z kwadratową podstawą. Prawdopodobnie w 1676 roku dobudowana została kruchta. Drewniany chór powstał w XVIII wieku. Wsparty jest on na dwóch filarach i posiada centralne wybrzuszenie. W bocznych częściach chóru znajdują się portrety apostołów. W jednym z otworów okiennych zachował się witraż. W jednym z filarów prezbiterium znajduje się wnęka na tabernakulum, która jest ozdobiona rozetami i maswerkiem. Murowane wsporniki ozdobione są popiersiami:
- ewangelistów,
- św. Katarzyny,
- św. Piotra oraz
- św.Piotra.

Teren wokół kościoła okala mur z kamienia narzutowego. W zachodniej części muru znajduje się bramka wejściowa na teren przykościelny, uwieńczona w górnej części attyką. Na terenie przykościelnym znajduje się średniowieczny wykonany z granitu z siedzeniami, tzw. "stół sędziowski".